# Liste der Kulturdenkmäler in Dannstadt-Schauernheim
In der Liste der Kulturdenkmäler in Dannstadt-Schauernheim sind alle Kulturdenkmäler der rheinland-pfälzischen Ortsgemeinde Dannstadt-Schauernheim aufgeführt. Grundlage ist die Denkmalliste des Landes Rheinland-Pfalz (Stand: 18. Juli 2022).

## Einzeldenkmäler
| Bezeichnung                                  | Lage                                             | Baujahr                             | Beschreibung | Bild                           |
| -------------------------------------------- | ------------------------------------------------ | ----------------------------------- | --- | ------------------------------ |
| Katholisches Schulhaus                       | Dannstadt, Friedhofstraße 6 Lage                 | 1791/92                             | ehemaliges katholisches Schulhaus mit Lehrerwohnung; eingeschossiger Krüppelwalmdachbau, 1791/92 | Fotos hochladen                |
| Friedhofskreuz, Kriegerdenkmal und Grabmäler | Dannstadt, Friedhofstraße, auf dem Friedhof Lage | ab 1778                             | Friedhof 1807 angelegt, 1836, um 1900 und 1950 erweitert; - Kriegerdenkmal 1914/18 und 1939/45, Anlage mit Reiterstandbild, 1929 von Fritz Herrfurth, Bad Dürkheim; - Friedhofskreuz, 1778; - Grabmäler: Dr. med. R. Hemke († 1971), Bronzefigur einer Trauernden im Art-déco-Stil von A. Bernd, Kaiserslautern (Das Grab wurde 2016 aufgehoben und beseitigt. Die Bronzefigur befindet sich jetzt auf dem Privatgrundstück der Hinterbliebenen von Dr. Hemke in der Schauernheimer Straße 1); Grabstätte Familie Ph. Otto Bernd († 1917), Ädikula mit Hochrelief, Terrakotta, signiert A. Bernd | weitere Bilder Fotos hochladen |
| Torbogen                                     | Dannstadt, Hauptstraße, zu Nr. 125 Lage          | 1852                                | Torbogen und Pforte, bezeichnet 1852 | Fotos hochladen                |
| Rat- und Schulhaus                           | Dannstadt, Hauptstraße 139 Lage                  | 1790                                | ehemaliges Rat- und Schulhaus; dreigeschossiger Walmdachbau, bezeichnet 1790, Erweiterung 1834/35, Aufstockung 1881; ortsbildprägend | Fotos hochladen                |
| Fassade                                      | Dannstadt, Hauptstraße, an Nr. 154 Lage          | 1854                                | straßenseitige Fassade und Dach eines Wohnhauses, verdachte Toranlage, bezeichnet 1854 | Fotos hochladen                |
| Fassade                                      | Dannstadt, Hauptstraße, an Nr. 156 Lage          | 1849                                | straßenseitige Fassade und Dach eines Wohnhauses, verdachte Toranlage, bezeichnet 1849 | Fotos hochladen                |
| Hofanlage                                    | Dannstadt, Hauptstraße 158 Lage                  | 18. und 19. Jahrhundert             | Hofanlage, 18. und 19. Jahrhundert; Krüppelwalmdachbau, teilweise Fachwerk (verputzt), bezeichnet 1790; Wirtschaftsgebäude, Torfahrt bezeichnet 1790 | Fotos hochladen                |
| Wohnhaus                                     | Dannstadt, Hauptstraße 168 Lage                  | 1686                                | barockes Wohnhaus, teilweise Fachwerk, bezeichnet 1686 | Fotos hochladen                |
| Torfahrt                                     | Dannstadt, Hauptstraße, zu Nr. 180 Lage          | 1724                                | barocke Torfahrt, bezeichnet 1724 | Fotos hochladen                |
| Hofanlage                                    | Dannstadt, Hauptstraße 184 Lage                  | 1856                                | Dreiseithof, bezeichnet 1856 | Fotos hochladen                |
| Hofanlage                                    | Dannstadt, Hauptstraße 188 Lage                  | um 1862                             | Dreiseithof, um 1862 | Fotos hochladen                |
| Wohnhaus                                     | Dannstadt, Hauptstraße 190 Lage                  | spätes 18. Jahrhundert              | Wohnhaus, spätbarocker Krüppelwalmdachbau, Fachwerkgiebel verputzt, spätes 18. Jahrhundert | Fotos hochladen                |
| Hofanlage                                    | Dannstadt, Hauptstraße 204 Lage                  | 1785                                | spätbarocker Vierseithof; sandsteingegliedertes Wohnhaus, Torfahrt bezeichnet 1785; Putz- und Fachwerkwirtschaftsgebäude | Fotos hochladen                |
| Wohnhaus                                     | Dannstadt, Hauptstraße 206 Lage                  | 1850                                | Wohnhaus mit Krüppelwalmdach, 1850; Toranlage bezeichnet 1854 | Fotos hochladen                |
| Katholische Pfarrkirche St. Michael          | Dannstadt, Kirchenstraße 6 Lage                  | vor 1496                            | ehemaliger Chorflankenturm, im Kern romanisch, untere Geschosse von 1496; neugotischer Rotsandsteinquader-Saalbau, Erweiterung 1965/66; mit Ausstattung; am Turm barockes Kruzifix, bezeichnet 1760 | weitere Bilder Fotos hochladen |
| Spolie                                       | Dannstadt, Kirchenstraße, an Nr. 16 Lage         | 1720                                | Bäckerbrezel, bezeichnet 1720 | Fotos hochladen                |
| Wohnhaus                                     | Dannstadt, Kirchenstraße 18 Lage                 | 1686                                | barockes Fachwerkwohnhaus, bezeichnet 1686 und 1930 (Renovierung), hofseitig bezeichnet 1753 (massive Erdgeschoss-Erneuerung) | Fotos hochladen                |
| Protestantische Pfarrkirche                  | Dannstadt, Kirchenstraße 22 Lage                 | 1848/49                             | neuromanischer Saalbau, 1848/49, Architekt Jakob Foltz, Speyer; mit Ausstattung | weitere Bilder Fotos hochladen |
| Wohnhaus                                     | Dannstadt, Kirchenstraße 27 Lage                 | um 1875                             | neuklassizistisches Wohnhaus, um 1875; durchgreifend erneuert | Fotos hochladen                |
| Hofanlage                                    | Dannstadt, Kirchenstraße 29 Lage                 | 1911                                | Dreiseithof, 1911; gründerzeitliches Wohnhaus, eineinhalbgeschossiger Altensitz | Fotos hochladen                |
| Wohnhaus                                     | Dannstadt, Raiffeisenstraße 2 Lage               | 1748                                | Wohnhaus, eineinhalbgeschossiger Putzbau, bezeichnet 1748 | Fotos hochladen                |
| Wohnhaus                                     | Dannstadt, Raiffeisenstraße 19 Lage              | 18. Jahrhundert                     | eineinhalbgeschossiges Fachwerkwohnhaus, im Kern aus dem 18. Jahrhundert, massive Teilerneuerung in der Mitte des 19. Jahrhunderts | Fotos hochladen                |
| Hofanlage                                    | Dannstadt, Raiffeisenstraße 22 Lage              | 18. und 19. Jahrhundert             | Hofanlage, 18. und 19. Jahrhundert; Fachwerkwohnhaus, im Kern barock, im 19. Jahrhundert massiv ummantelt; eingeschossiges Nebengebäude, bezeichnet 1747; Toranlage bezeichnet 1745; rückwärtig Bruchsteinscheune, bezeichnet 1807 | Fotos hochladen                |
| Hofanlage                                    | Dannstadt, Raiffeisenstraße 39 Lage              | erstes Viertel des 19. Jahrhunderts | Dreiseithof, erstes Viertel des 19. Jahrhunderts; eineinhalbgeschossiges Wohnhaus, bezeichnet 1824; Nebengebäude, teilweise Fachwerk; Bruchsteinscheune 1816, Torfahrt | Fotos hochladen                |
| Katholische Pfarrkirche St. Cäcilia          | Schauernheim, Hintergasse 4 Lage                 | 1729                                | barocker Saalbau mit Dachreiter, 1729, im Kern mittelalterlich; spätgotische Sakristei, wohl aus dem 16. Jahrhundert | weitere Bilder Fotos hochladen |
| Wohnhaus                                     | Schauernheim, Hintergasse 8 Lage                 | erste Hälfte des 18. Jahrhunderts   | eingeschossiges Fachwerkwohnhaus, teilweise massiv, mit Kniestock, erste Hälfte des 18. Jahrhunderts | Fotos hochladen                |
| Protestantische Melanchthonkirche            | Schauernheim, Hintergasse 14 Lage                | 1824                                | klassizistischer Saalbau, 1824, abgerückter Turm 1955/56; ortsbildprägend | weitere Bilder Fotos hochladen |
| Wohnhaus                                     | Schauernheim, Obergasse 10 Lage                  | 16. oder 17. Jahrhundert            | Fachwerkwohnhaus, teilweise verputzt, wohl aus dem 16. oder 17. Jahrhundert, bezeichnet 1727 (transloziert) | Fotos hochladen                |
| Hofanlage                                    | Schauernheim, Untergasse 7 Lage                  | Mitte des 19. Jahrhunderts          | ehemaliger Dreiseithof, Mitte des 19. Jahrhunderts; eingeschossiges Wohnhaus mit Kniestock, 1850, Altensitz, klassizistische Torfahrt | Fotos hochladen                |